# Земский комиссар
Зе́мский комисса́р — глава дистриктов в России. Должность введена в результате Областной реформы Петра I в 1719 году. 
В инструкции Петра I назначенному комиссару возлагалось, как и воеводе в провинции, широкое попечение о благосостоянии и просвещении населения его дистрикта. В ведении комиссара находилась выборная сельская полиция — сотские и десятские старосты, избираемые на год на особых сходах, состоявших из старост и выборных.
Являясь начальником полиции в дистрикте, земский комиссар становился причастным к судебным учреждениям. Таким образом, областная реформа Петра I наметила разделение власти по управлению от власти суда и проводила это разделение до низших ступеней администрации. Земский комиссар должен был содействовать судебной власти путём поимки преступников и доставления суду справок о подследственном. Поэтому он был только вспомогательным и исполнительным органом суда, как по управлению являлся исполнителем распоряжений воеводы или камерира.
Комиссар должен был заботиться о состоянии дорог и мостов, прокладывать и строить новые. Особенно много хлопот доставляли полки, проходившие через его дистрикт. Простой войска и его прокорм были повинностью населения, и комиссар должен был смотреть, чтобы повинность эта падала на всех обывателей подведомственного ему дистрикта равномерно. Комиссар должен был лично встретить войска на границе своего дистрикта и сопровождать их по вверенной ему местности.
Самая важная обязанность земского комиссара был сбор денежных и натуральных повинностей в пользу государства.
До 1724 года земские комиссары назначались Камер-коллегией. С 1724 года рядом с этими назначенными комиссарами начинают действовать так называемые «комиссары от земли» (как они обыкновенно именовались в актах), избираемые уездными землевладельцами из своей среды на определенный срок. В отличие от земского комиссара, в его ведении был отдан дистрикт расположения полка, который часто занимал несколько дистриктов, чтобы иметь достаточное количество душ, с которых на содержание полка собиралась подать. В обязанности комиссара от земли входил сбор подушной подати, провианта, фуража для полков, а главное — в его ведении был рекрутский набор. Не подчинялся ни воеводе, ни камериру.